# شهرستان کرمک
شهرستان کرمک (به عربی: محلیة الکرمک) یک منطقهٔ مسکونی در سودان است که در نیل آبی واقع شده‌است.